# Котляковская волость
Котляко́вская волость — административно-территориальная единица в составе Мглинского (с 1918 – Почепского) уезда.
Административный центр — село Котляково.

## История
Волость образована в ходе реформы 1861 года.
В апреле 1924 года Котляковская волость была упразднена, а её территория присоединена к Старосельской волости.
Ныне вся территория бывшей Котляковской волости входит в состав Почепского района Брянской области.

## Административное деление
В 1919 году в состав Котляковской волости входили следующие сельсоветы: Бакланский, Галалужский, Дяговский, Журавлёвский, Калачовский, Кожемякинский, Коростелёвский, Котляковский, Лапинский, Нельжичский, Новониколаевский, Писаревский, Починокский, Пукосинский, Роговский, Руднянский, Татищевский, Титовский, Щёкотовский.